# Badgingarra
Badgingarra is een plaats in de regio Wheatbelt in West-Australië. Het ligt langs de Brand Highway, 209 kilometer ten noorden van Perth, 60 kilometer ten noordwesten van Moora en 63 kilometer ten oosten van Jurien Bay. Het ligt aan de rand van het nationaal park Badgingarra. De streek staat bekend om haar diversiteit aan wilde bloemen en struiken.

## Geschiedenis
De Juat Nyungah Aborigines waren de oorspronkelijke bewoners van de streek. Ze maakten gebruik van de Badgingarra Pool waar later Badgingarra zou ontstaan. De naam is afgeleid van een aborigineswoord dat "water bij de suikereucalyptus (En:Manna Gumtree)" zou betekend hebben.
De eerste Europeanen die door de streek trokken waren de gebroeders Augustus Charles en Francis Thomas Gregory in 1848, onderweg naar de regio Gascoyne om die te verkennen. Alexander Forrest maakte in 1877 als eerste Europeaan melding van de Badgingarra Pool. In 1894 richtte William McNamara de Badgingarra Farm op en fokte er paarden voor export naar Indië. Er ontstond een kleine nederzetting maar de streek bleef grotendeels onontgonnen waardoor de inheemse fauna en flora er intact bleef.
In 1948 onderkende George Lang het landbouwpotentieel - te danken aan superfosfaat, sporenelementen en onderaardse klaver - van de streek. In 1952 verkocht de Midland Railway Company 24.000 are grond in het district. In 1955 werd het dorpje Badgingarra officieel gesticht. Badgingarra Research Station werd in 1958 opgericht. In 1968 gingen de bewoners akkoord het dorp 6 kilometer naar het westen te verhuizen, naar waar de Brand Highway werd aangelegd.
In 1973 werd het nationaal park Badgingarra opgericht.

## 21e eeuw
Badgingarra is een klein landbouwdorpje dat leeft van de schapen- en graanteelt. Het bestaat uit een 50 à 60-tal huizen, een tankstation, een caravanpark, een taverne en een gemeenschapszaal met sportfaciliteiten.
In januari 2010 werd de streek door een wilde brand geteisterd. Negentien boerderijen, meer dan 10.000 are, ondervonden hiervan de gevolgen. Graanoogsten, een sandelhoutkwekerij, elektriciteitspalen, omheiningen, schapen, runderen en huisdieren gingen verloren.
Begin 2019 werd de Badgingarra Wind Farm, net ten noorden van de Emu Downs Wind Farm, geopend. Het park bestaat uit 37 windmolens en levert energie voor 115.000 gezinnen.
In 2021 telde Badgingarra 173 inwoners tegenover 249 in 2006.

## Toerisme
- De Vern Westbrook Walk is een 1,5 kilometer lange wilde bloemen en erfgoedwandeling langs de rivier Hill tussen de oude en nieuwe dorpssite. Men leert er onder meer over de Yallalie Meteorite Impact Zone die 70 miljoen jaar geleden is ontstaan.
- In het nationaal park Badgingarra kan men, langs het 1,5 kilometer lange wandelpad Iain Wilson Nature Trail, onder meer de zeldzame bloem Macropidia fuliginosa (en:Black Kangaroo Paw) waarnemen.
- Vanop de Lang Lookout heeft men een weids uitzicht over de streek.[11]
- De Waddi Emu and Wildflower Farm is een landbouwbedrijf dat in 1984 van de teelt van schapen en granen diversifieerde naar de teelt van wilde bloemen en emoes en naar toeristische activiteiten.[4]
- Het Nylagarda Bird Park and Shell Museum ligt 22 kilometer ten noordwesten van Badgingarra.[4]

## Transport
Badgingarra ligt langs de Brand Highway. De N1 busdienst van Transwa doet Badgingarra zes keer per week aan.

## Klimaat
Badgingarra kent een warm mediterraan klimaat, Csa volgens de klimaatclassificatie van Köppen. De gemiddelde jaarlijkse temperatuur ligt rond 18,4 °C. De gemiddelde jaarlijkse neerslag bedraagt ongeveer 580 mm.
| Maand                                  | jan  | feb  | mrt  | apr  | mei  | jun  | jul   | aug  | sep  | okt  | nov  | dec  | Jaar  |
| -------------------------------------- | ---- | ---- | ---- | ---- | ---- | ---- | ----- | ---- | ---- | ---- | ---- | ---- | ----- |
| Gemiddeld maximum (°C)                 | 34,6 | 34,7 | 31,9 | 27,2 | 22,5 | 18,8 | 17,6  | 18,3 | 20,5 | 24,5 | 28,5 | 32,0 | 25,9  |
| Gemiddeld minimum (°C)                 | 17,1 | 17,8 | 16,5 | 13,6 | 10,6 | 8,4  | 7,3   | 7,1  | 7,6  | 9,4  | 12,4 | 15,0 | 11,9  |
|                                        |      |      |      |      |      |      |       |      |      |      |      |      |       |
| Neerslag (mm)                          | 11,0 | 14,6 | 16,3 | 26,9 | 68,0 | 97,7 | 101,2 | 83,3 | 48,6 | 27,3 | 18,8 | 9,1  | 522,8 |
| Regendagen (dag)                       | 1,4  | 1,4  | 1,9  | 3,8  | 7,4  | 9,9  | 10,9  | 10,1 | 7,5  | 4,5  | 2,9  | 1,5  | 63,2  |
| Bron: Australian Bureau of Meteorology |      |      |      |      |      |      |       |      |      |      |      |      |       |

## Galerij

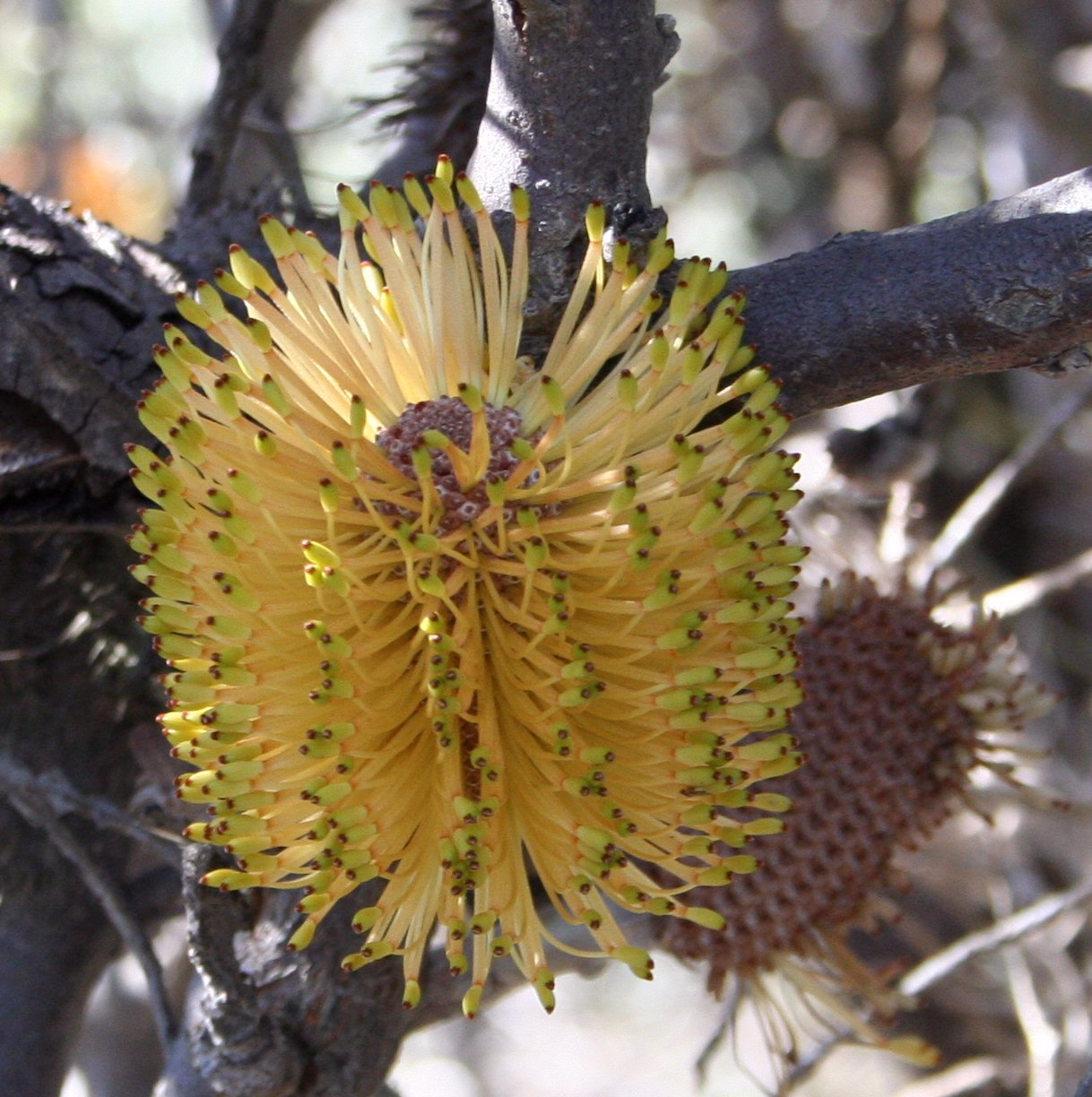
Banksia Candolleana
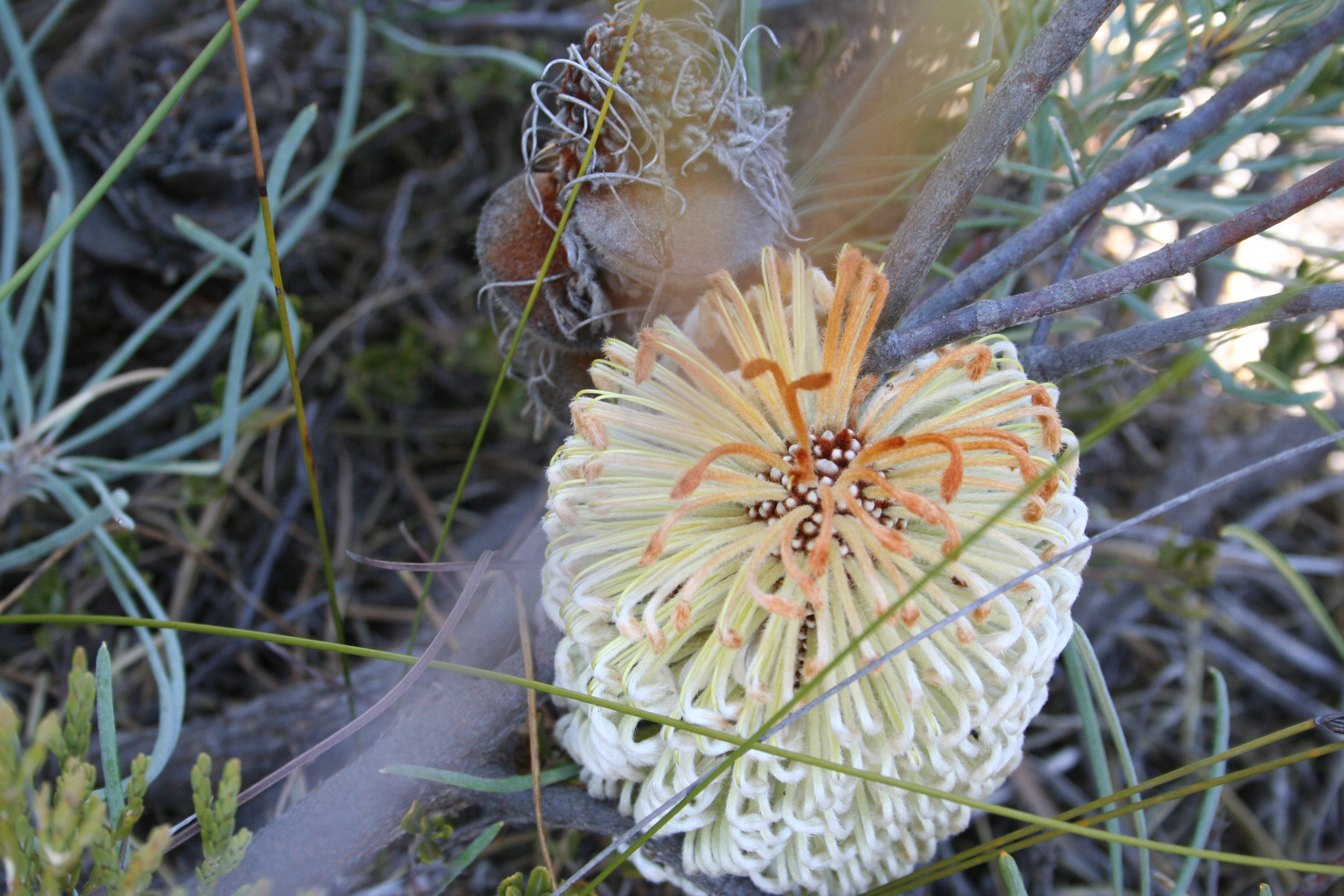
Banksia Grossa
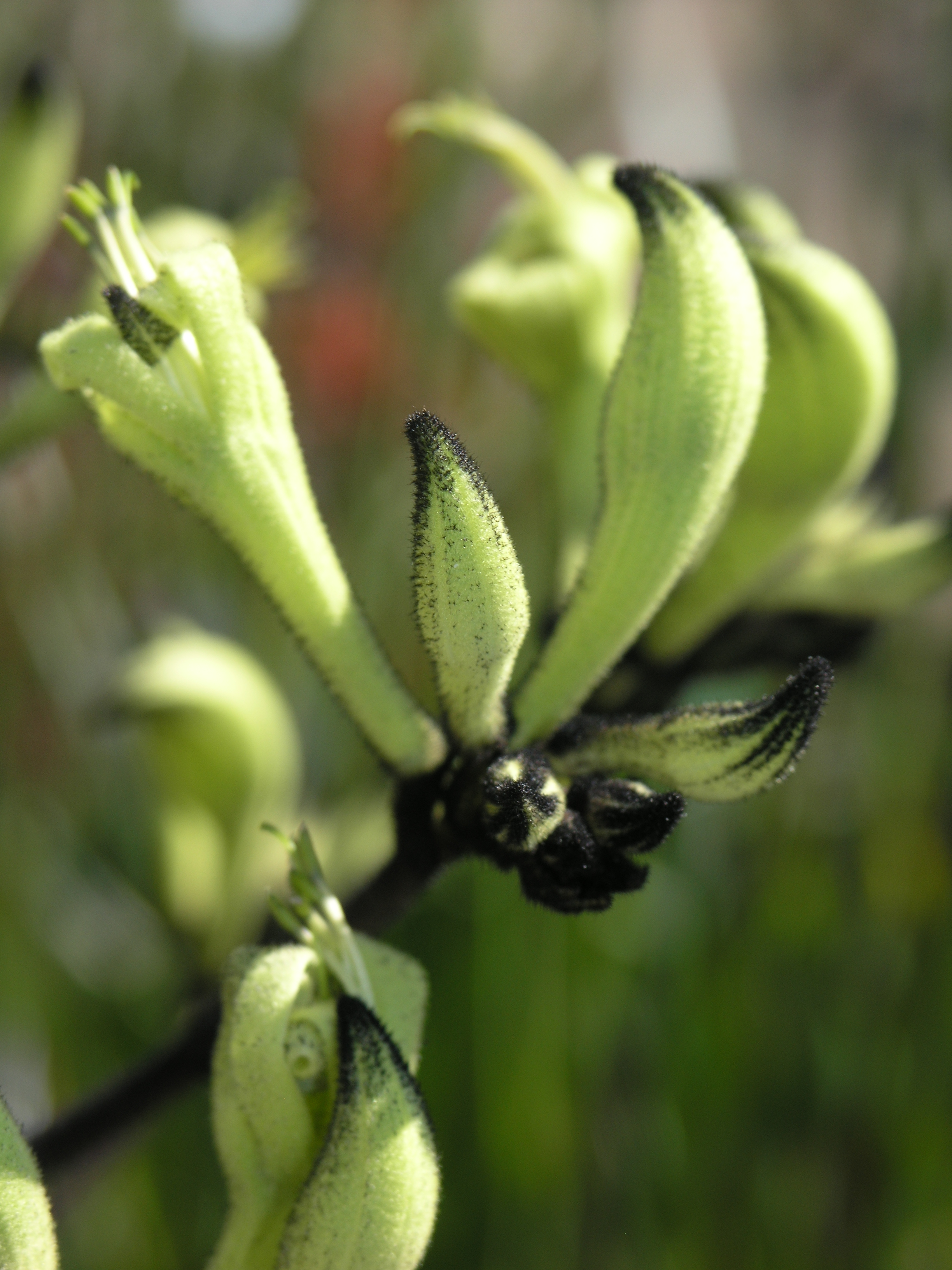
Macropidia fuliginosa
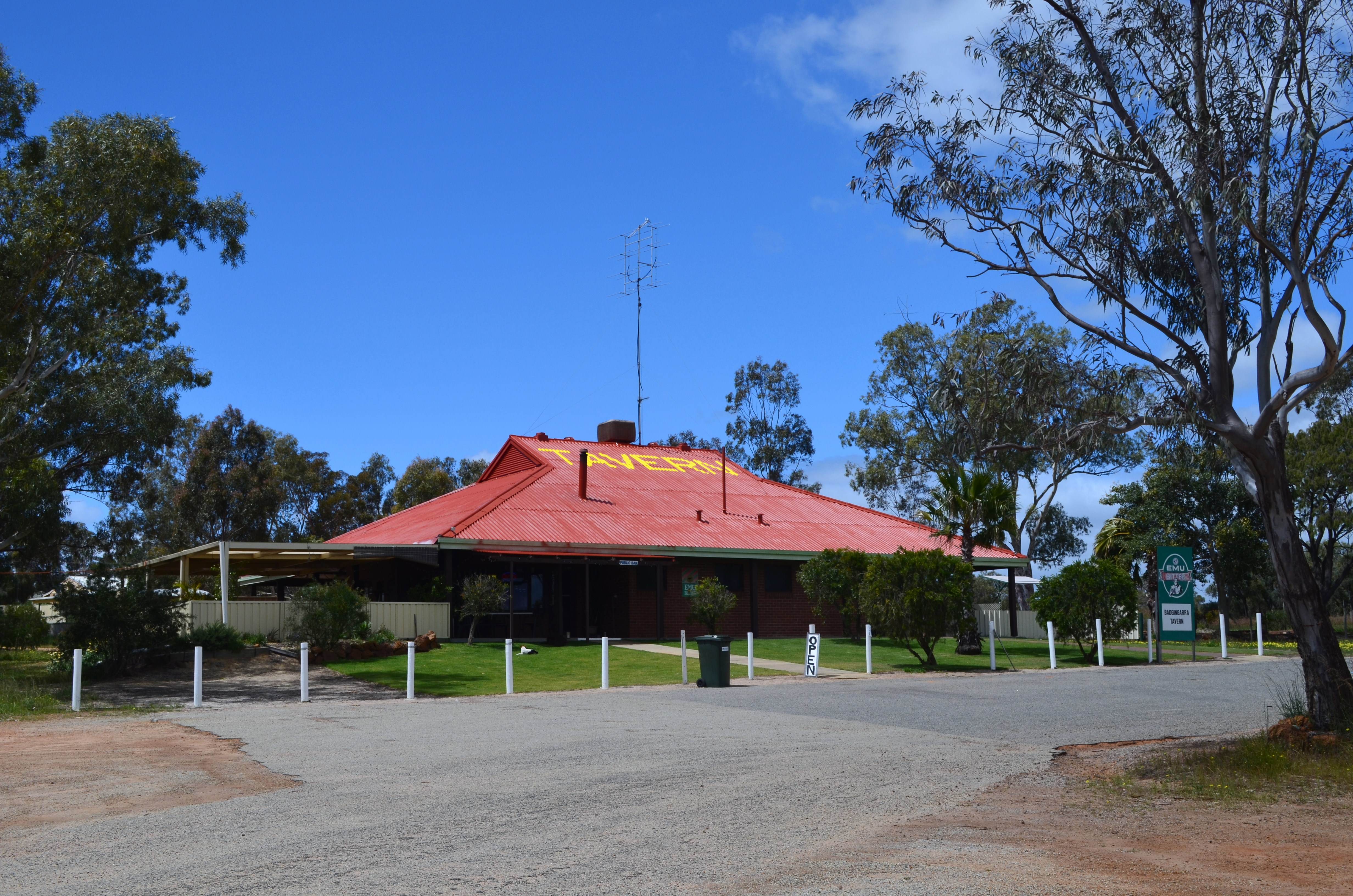
taverne
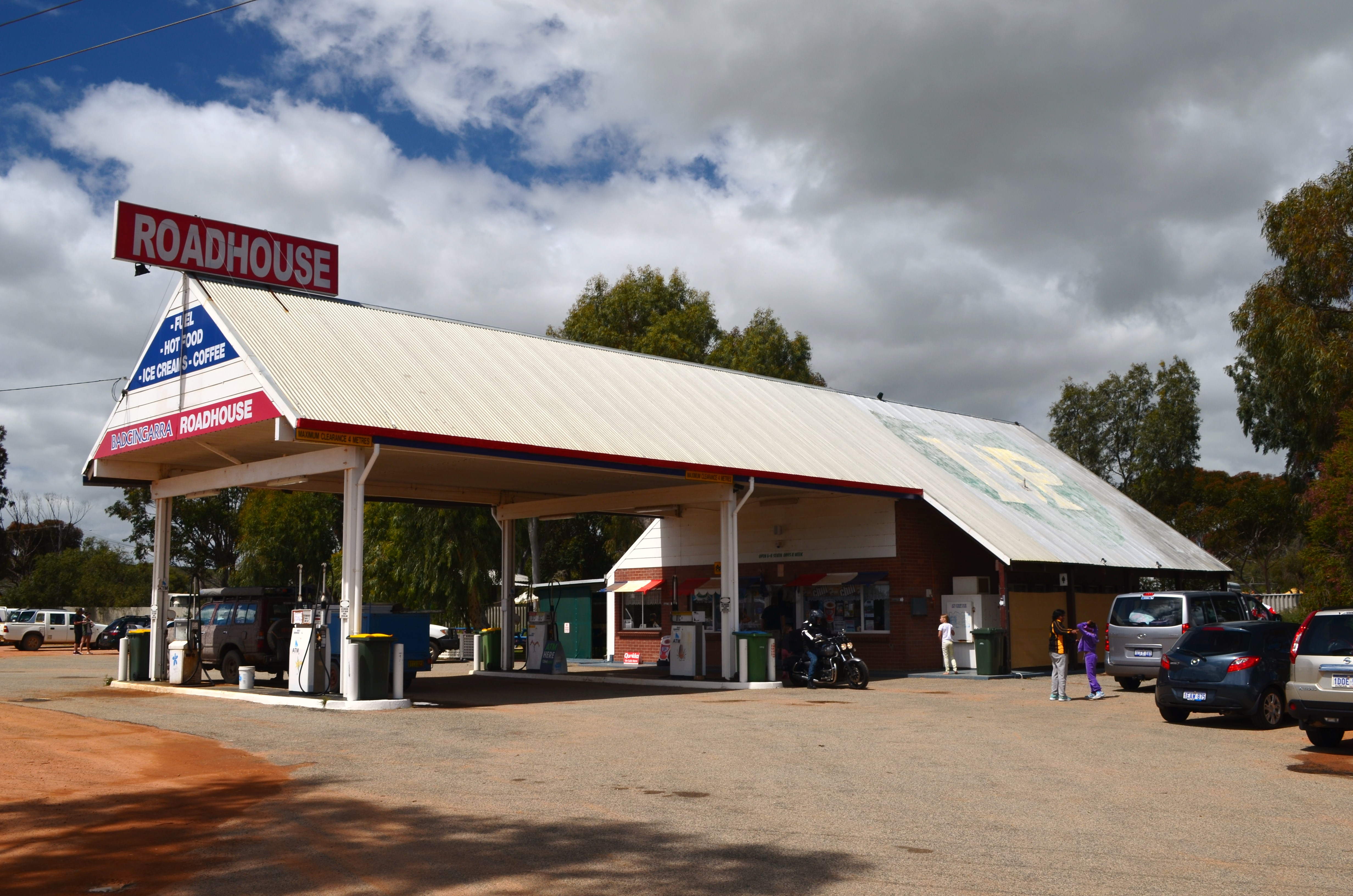
tankstation
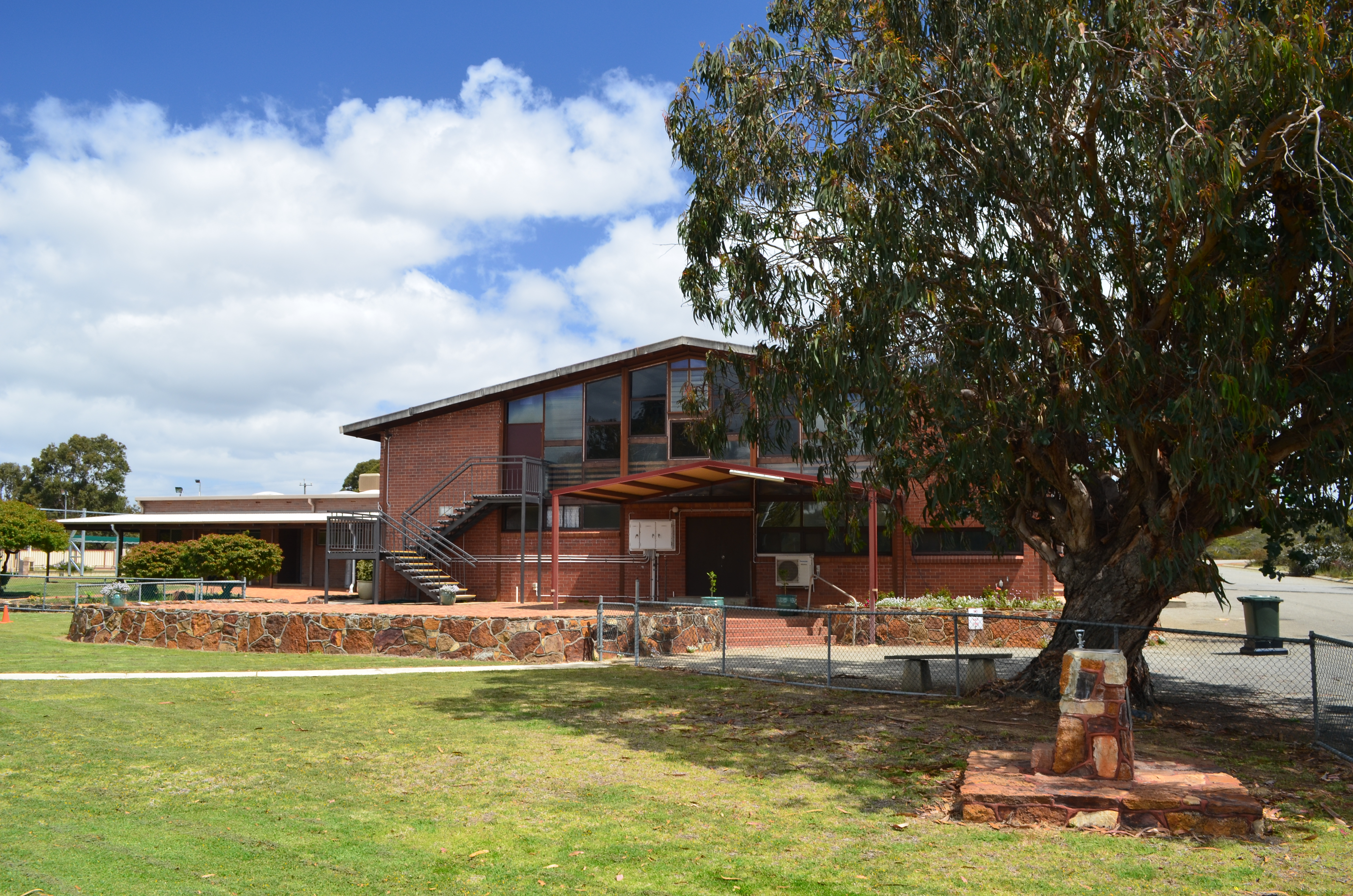
gemeenschapszaal

Aldersyde · Amery · Ardath · Arthur River · Baandee · Babakin · Badgingarra · Badjaling · Bailup · Bakers Hill · Balkuling · Ballaying · Ballidu · Beacon · Beenong · Beermullah · Bejoording · Belka · Bencubbin · Bendering · Benjaberring · Beverley · Bilbarin · Bindi Bindi · Bindoon · Bodallin · Bolgart · Bonnie Rock · Boolading · Booraan · Brookton · Bruce Rock · Bullaring · Bullfinch · Bulyee · Bungulla · Buntine · Burakin · Burracoppin · Cadoux · Calingiri · Campion · Caraban · Carrabin · Cataby · Cervantes · Chandler · Chittering · Clackline · Cold Harbour · Congelin · Coomberdale · Copley · Corrigin · Cowcowing · Crossman · Cuballing · Culbin · Cunderdin · Dalwallinu · Dandaragan · Dangin · Darkan · Dattening · Dongolocking · Doodlakine · Dowerin · Dudinin · Dumbleyung · Duranillin · Dwarda · Ejanding · Elabbin · Erikin · Gabbin · Gingin · Goomalling ·  Grass Valley · Greenhills · Guilderton · Gwambygine · Harrismith · Highbury · Hines Hill · Holt Rock · Hyden · Jelcobine · Jennacubbine · Jennapullin · Jitarning · Jurien Bay · Kalannie · Karlgarin · Kellerberrin · Kondinin · Kondut · Koojan · Koolyanobbing · Koorda · Korbel · Korrelocking · Kukerin · Kulin · Kulja · Kulyaling · Kunjin · Kununoppin · Kweda · Kwelkan · Kwolyin · Lancelin · Lake Brown · Lake Grace · Lake King · Ledge Point · Manmanning · Marvel Loch · Meckering · Meenaar · Merredin · Miling · Minnivale · Mogumber · Mokine · Moodiarrup · Mooliabeenee · Moora · Moorine Rock · Moorumbine · Moulyinning · Mount Hardey · Mount Kokeby · Mount Walker · Muchea · Mukinbudin · Muntadgin · Nalya · Nangeenan · Narembeen · Narrogin · New Norcia · Newdegate · Nilgen · Nokaning · North Bannister · Northam · Nukarni · Nungarin · Pantapin · Piawaning · Piesseville · Pingaring · Pingelly · Pithara · Popanyinning · Quairading · Quindanning · Regans Ford · Seabird · Shackleton · Southern Cross · Spencers Brook · Tammin · Tincurrin · Toodyay · Trayning · Varley · Wagin · Walebing · Walgoolan · Wandering · Wannamal · Watheroo · Welbungin · West Dale · West Toodyay · Westonia · Wialki · Wickepin · Wilbinga · Williams · Wongan Hills · Woodridge · Wubin · Wundowie · Wyalkatchem · Yealering · Yelbeni · Yellowdine · Yilliminning · Yerecoin · York · Yorkrakine · Yornaning · Yoting · Youndegin